# Friedrich von Stockheim (1462–1528)

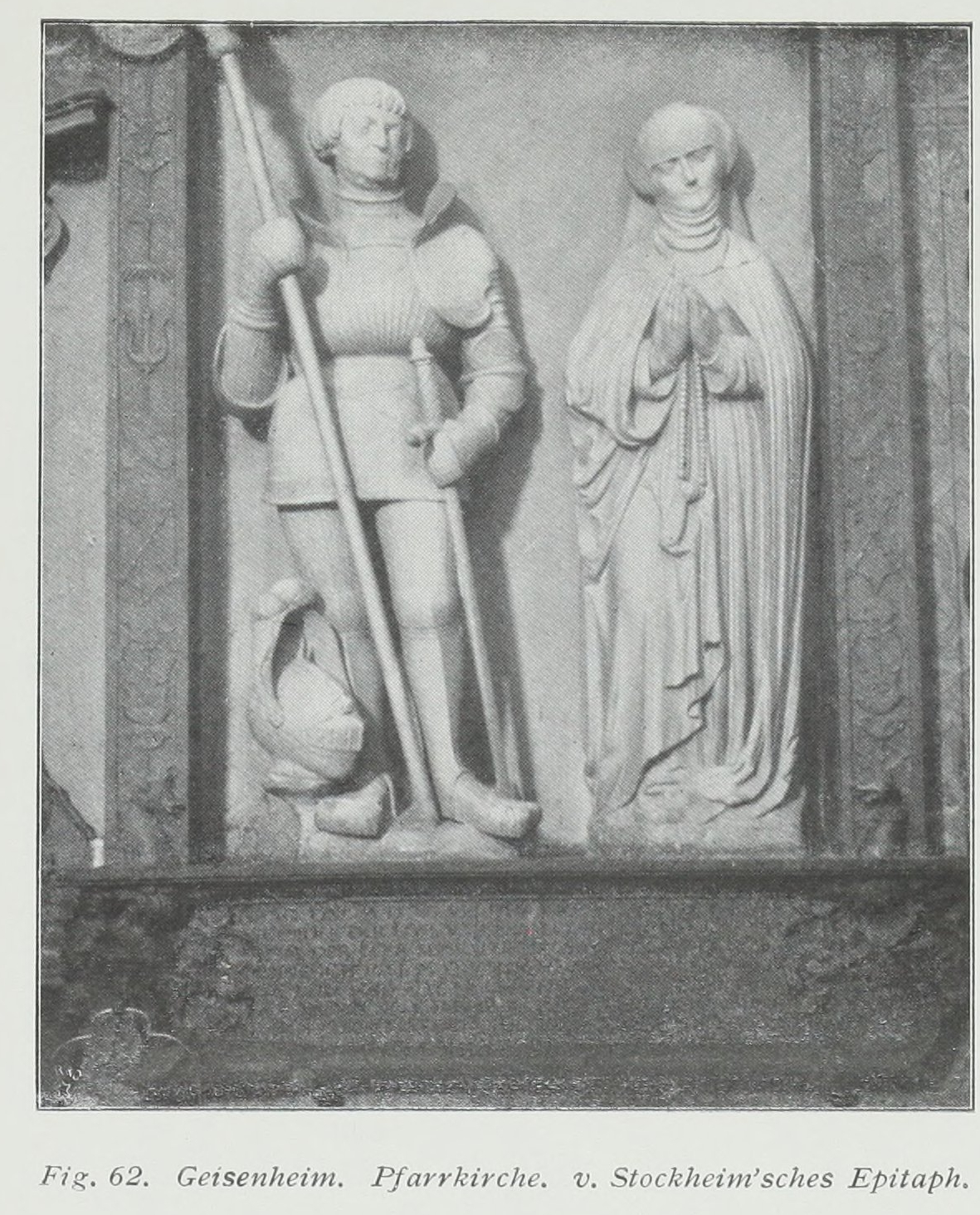
Doppelgrabmal Friedrich von Stockheim und Ehefrau Irmel von Karben im Rheingauer Dom.

Friedrich von Stockheim (* 1462; † 28. Juli 1528 in Geisenheim), aus dem Geschlecht der Herren von Stockheim, war Vizedom des Rheingaus und mainzischer Rat. Zur Unterscheidung von seinem Sohn Friedrich, der nach ihm dieses Amt innehatte, wird er in der Literatur auch als Friedrich von Stockheim der Ältere bezeichnet.
Friedrich von Stockheim war der Sohn von Philipp von Stockheim († 1477) und dessen Frau Catharina geborene von Bellersheim († 1480). Er war mit Irmel von Karben (1484–1529) verheiratet. Aus der Ehe gingen die Söhne Karl, Philipp, Johann, Friedrich von Stockheim d. Jüngere und Adolf sowie die Tochter Clara hervor. Carl, Philip, Johann und Friedrich waren Inhaber des Lehens über das Oberstockheimer Gericht (von Kurpfalz). Friedrich wurde 1544 ebenfalls Vizedom. Adolf wurde Domherr im Dom zu Mainz. Clara war mit Albrecht von Dienheim verheiratet.
Friedrich von Stockheim wurde Vogt des Klosters Arnstein, war seit 1502 Amtmann im Amt Idstein und 1505 bis 1521 Vizedom mit Sitz in Geisenheim. Zugleich war er Oberschultheiß in Lorch. Nach seinem Ausscheiden aus dem Amt des Vizedom wurde er 1521 in der kurfürstlichen Rat berufen. Von 1520 bis 1525 war er Mainzer Amtmann auf der Burg Wildenberg. Diese Burg wurde im Bauernkrieg 1525 zerstört.
Gemeinsam mit seiner Frau ist er in einem Doppelgrab von 1536 in der Geisenheimer Kirche begraben.